# Польхем, Кристофер
Кристофер Польхаммар (швед. Christopher Polhammar; 18 декабря 1661 год — 30 августа 1751 год) — шведский учёный, изобретатель и промышленник, известный также как Кристофер Польхем, фамилию Польхем взял после получения дворянского титула. Внёс значительный вклад в экономическое и промышленное развитие Швеции, особенно в горное дело.

## Биография
Польхем родился на острове Готланд. Официальных записей в церковных книгах о факте его рождения не найдено. Однако местом рождения считается городок Висбю.
Первоначально семья Польхема переселилась из Австрии в немецкую Померанию, откуда его отец, Вольф Кристоф Польхаммар, торговал с Висбю, где, в конце концов, и осел, став владельцем торгового судна.
Когда Кристоферу было 8 лет, его отец умер, и его мать, Кристина Эрикссдотер Шенинг, вновь вышла замуж. В результате конфликтов с отчимом, Польхаммару перестали оплачивать обучение и он был отослан к дяде в Стокгольм. В Стокгольме он до 12 лет посещал Немецкую школу, но затем его дядя умер, и Польхем остался без возможности продолжать образование.
Он нанялся батраком в хозяйство Ванста, в окрестностях Стокгольма. И быстро поднялся до должности контролера, являясь ответственным за надзор и учёт — занятий, для которых весьма подходило его влечение к математике. Польхем проработал в Вансте десять лет, за это время он построил мастерскую, где делал инструменты, чинил и конструировал простые механизмы, чтобы заработать денег.
Стремясь к знаниям в области математики и механики, которые его интересовали больше всего, он вскоре осознал, что не продвинется далее без знания латыни. Пробовал самообучение, но понял, что нуждается в учителе. В обмен на сооружение сложных часов он брал уроки у местного викария.
Слухи о его способностях в области механики быстро распространились, и церковный служитель написал рекомендательное письмо профессору математики Уппсальского университета Андерсу Споле. Споле показал Польхему два поломанных часовых механизма и обещал позволить ему учиться у себя, если тот сможет их починить. Польхем починил их с легкостью и в 1687 году, в возрасте 26 лет, начал навёрстывать упущенные для обучения годы.
В 1691 году он женился на Марии Гофман, от которой у него родилось двое детей: Габриэль и Эмеритина.
В 1716 году королём в благодарность за заслуги перед государством ему было пожаловано дворянство. Польхаммар сменил фамилию на дворянскую Польхайм, которую он затем заменил на Польхем.
Он и его сын Габриэль были избраны членами Шведской королевской академии наук в 1739 году, в год основания Академии.
Польхем умер в 1751 году в Стокгольме.

## Карьера

### Промышленная
Согласно автобиографии Польхема, он считал началом своей карьеры факт успешной починки часов в Кафедральном соборе Уппсалы, которые были созданы Петером Астрономусом в XVI веке и более века простояли поломанными.
В 1690 году Польхему было поручено провести улучшения в горнодобывающей промышленности Швеции. Его вкладом была конструкция для подъёма и транспортировки руды из шахт — процесса, который в то время был рискованным и неэффективным. Польхем предложил траковую систему для подъёма руды взамен канатной. Конструкция получала привод полностью от водяного колеса. Человеческий труд требовался только на этапе загрузки вагонеток.
Новость о новаторском изобретении достигла Карла XI, который был настолько впечатлён работой Польхема, что поручил ему произвести улучшения на крупнейшей горной разработке Швеции — Фалунском медном руднике.

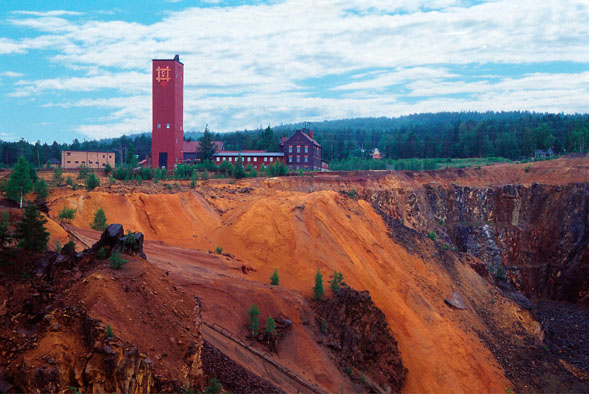
Фалунский медный рудник сегодня.

Получив средства от властей, Польхем путешествовал по Европе, изучая инженерное дело. В 1697 году он возвратился в Швецию и основывал в Стокгольме laboratorium mechanicum — учреждение для обучения инженеров, которое равно как и лаборатория для тестирования и показа его проектов считается предшественницей Королевского института технологий. Лаборатория затем переехала из Стокгольма в Фалун, а затем в Шернсунд. В 1748 году коллекция моделей из лаборатории была возвращена в Стокгольм.
Величайшим достижением Польхема был автоматизированный завод с механизмами, полностью приводимыми движениями водой; автоматизация была очень необычным явлением в то время. Построенный в 1699 году в Шернсунде, завод производил несколько товаров, следуя идее о том, что Швеция должна экспортировать как можно меньше сырья и перерабатывать его внутри своих границ. Работа завода была затруднена сопротивлением со стороны рабочих, опасавшихся, что они вскоре будут заменены машинами. В конце концов большая часть завода была уничтожена пожаром в 1734 году, остался только цех, производивший часы. Завод продолжал производить часы, известные высоким качеством и низкой ценой.
Хотя популярность часов сошла на нет в начале девятнадцатого века, Шернсунд известен по сей день часовой промышленностью, в нём и сейчас делается около двадцати часов конструкции Польхема в год.
Другой продукцией завода были скандинавские навесные замки («Замки Польхема», швед. Polhemslås) — по существу, первая модель этой разновидности замков распространённых сегодня. Экономически завод был невыгодным, но Карл XII поддерживал Польхема и освободил его от налогов для поощрения его начинаний.
Завод в Шернсунде посетил один из современников Польхема, Карл Линней, который описал его позже в своих дневниках фразой: «Нет ничего более прогрессивного, чем Шернсунд» («Intet är spekulativare än Stjärnsund»).
Польхем также участвовал в проектировании Гётеборгского канала, соединившего впоследствии Гётеборг, лежащий на западном побережье Швеции, с Балтийским морем. Вместе с Карлом XII, он разрабатывал части канала, в частности шлюзы в 1700-х; только в 1832 году, спустя много лет после его смерти, канал был закончен по руководством его сына, Габриэля Польхема.
Другими весомыми достижениями Польхема было сооружение сухих доков, дамб, и как говорилось выше, шлюзов, которые он проектировал вместе со своим помощником и другом, Эммануилом Сведенборгом.

### Другие области
Польхем работал не только в области механики, он также писал эссе, касающиеся медицины, общества, астрономии, геологии и экономики.

### Другие достижения
- Независимо от Джироламо Кардано карданный вал («Узел Польхема»).
- Систематизировал механику в «механический алфавит» и сделал его экземпляры. 80 моделей, вырезанных из дерева, 32 из них находятся в коллекции Национального музея науки и технологии (швед. Tekniska Museet) в Стокгольме. Другие 13 моделей «механического алфавита» хранятся в Фалунском горном музее в Швеции.

### Увековечение памяти
- Изображен на реверсе шведской банкноты в 500 крон, на аверсе изображен король Карл XI.
- Изображен на серии из двух почтовых марок номиналом 25 и 45 эре (1951 г.)
- В честь него названо несколько школ.
- Существует награда его имени, Премия Польхема[швед.] (Polhemspriset), которая присуждается за значительный вклад в области промышленной и строительной инженерии.
- В его честь выпущена памятная медаль и установлен бюст в Висбю.